# Norio Ōga

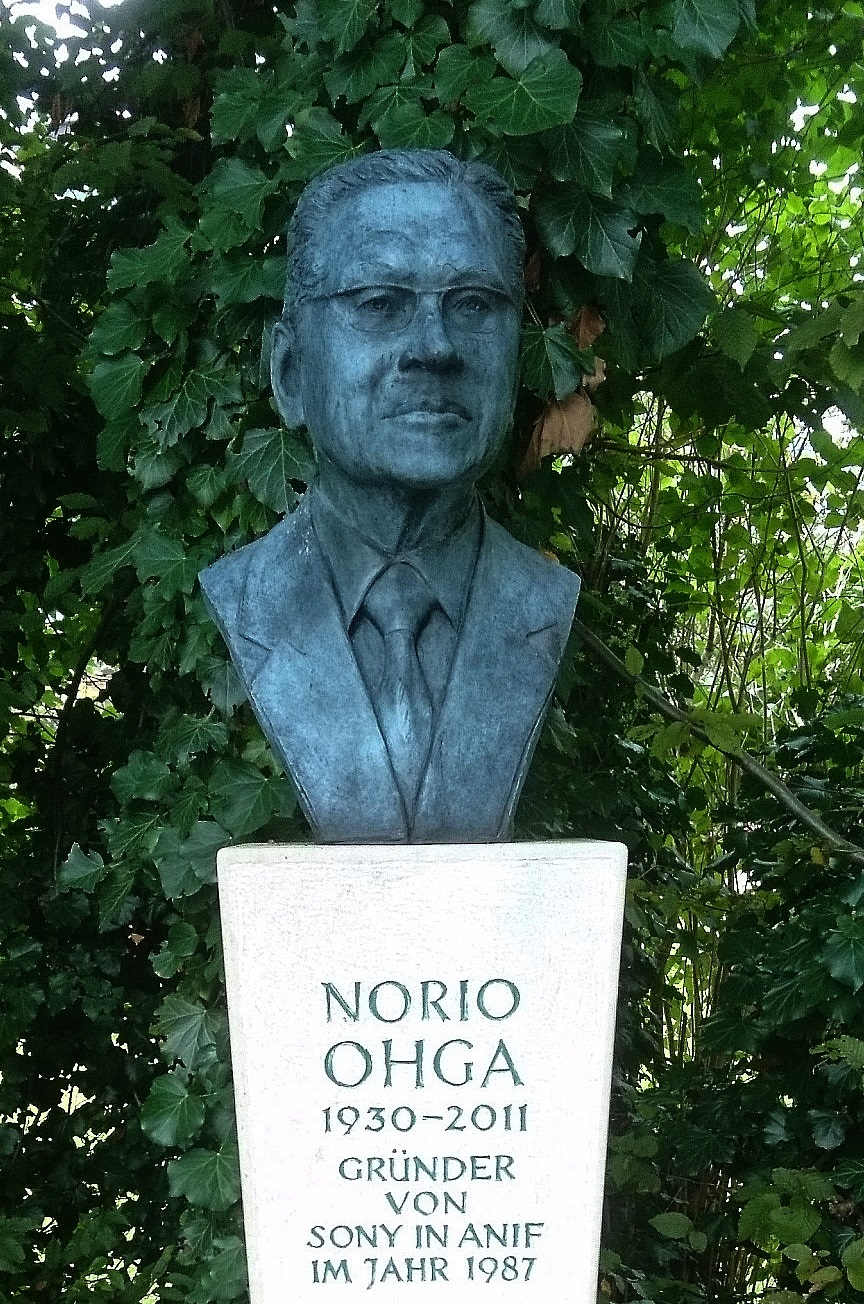
Büste von Anna Chromy in Anif

Norio Ōga (jap. 大賀 典雄, Ōga Norio; * 29. Januar 1930 in Numazu, Präfektur Shizuoka; † 23. April 2011 in Tokio) war ein japanischer Geschäftsmann.

## Musik
Nach einem Studium graduierte er 1953 an der Tōkyō Geijutsu Daigaku, der Hochschule der Künste Tokio. Nebenbei belegte er die Fächer Dirigieren, Komposition, Harmonielehre und Kontrapunkt. Norio Ōga war u. a. an der Hochschule für Musik und Theater München eingeschrieben. Im Jahre 1955 ging er an die Hochschule der Künste Berlin. 1957 graduierte er dort. Einem Ruf des Tokyo Philharmonic Orchestra folgte er 1999 als Präsident.

## Karriere bei Sony
Ōga bewarb sich 1953 beim damaligen Tokyo Tsushin Kogyo K.K., dem Vorläufer von Sony, und wurde Berater. 1959 folgte sein Einstieg bei Sony als fester Mitarbeiter.
Er war unzufrieden mit der geringen Qualität von Tonbandgeräten. Einer Legende zufolge wollte er für seine Frau bei der Entwicklung der CD unbedingt eine Mindestlaufzeit von 74 Minuten erreichen, damit die CD eine von seiner Frau geliebten Aufnahme von Beethovens 9. Sinfonie, dirigiert von Wilhelm Furtwängler, erfassen konnte.
Er wurde:
- 1964 Direktor der Abteilung für Produktplanung
- im März 1968 geschäftsführender Direktor CBS/Sony Records
- im April 1970 Präsident und stellvertretender Direktor von CBS/Sony Records
- im Juni 1972 geschäftsführender Direktor der Sony Corp.
- 1974 hauptgeschäftsführender Direktor der Sony Corp.
- 1976 Vize-Präsident, Sony Corp.,
  - das Jahr in dem Akio Morita Vorsitzender und Kazuo Iwama Präsident der Sony Corp. wurden.
- im Januar 1976 Präsident der Sony Shoji Corp.
- im September 1982 Präsident und Chief Operating Officer (COO) der Sony Corp.

Zum Chairman der Sony USA Inc. wurde er im März 1988. 
Im Februar 1989 wurde er Vizevorsitzender der Industrie- und Handelskammer Tokio, im Juni desselben Jahres Präsident und CEO der Sony Corp. Im Mai desselben Jahres stieg er zum Vorsitzenden der Electronic Industries Association of Japan auf.
Im nächsten Jahr holte er Nobuyuki Idei als Präsident in das Unternehmen, wodurch Ōga zum Vorsitzenden des Vorstandes wurde. Das führte zu einer umfassenden Reorganisation des Konzerns. Im Dezember 1996 wurde er Offizier der Ehrenlegion. 1998 wurde Idei dann Co-CEO mit Ōga und 1999 alleiniger Geschäftsführer. Im Jahre 2000 wurde Ōga teilweise in den Ruhestand versetzt. Er blieb noch als Vorsitzender des Vorstandes, während Idei CEO des Unternehmens wurde. An seinem 73. Geburtstag schied Ōga Norio aus dem Vorstand aus und wurde Ehrenvorsitzender.

## Ehrungen
- Großes Bundesverdienstkreuz (26. Mai 1994)[6]
- Großes Bundesverdienstkreuz mit Stern (13. September 2001)[6]